# Cylindrosporium veratrinum
Cylindrosporium veratrinum är en svampart som beskrevs av Sacc. & G. Winter 1882. Cylindrosporium veratrinum ingår i släktet Cylindrosporium, ordningen disksvampar, klassen Leotiomycetes, divisionen sporsäcksvampar och riket svampar.   Inga underarter finns listade i Catalogue of Life.